# 吉住絵里加
吉住 絵里加（よしずみ えりか、2月5日 - ）は、日本の女性声優、歌手、アイドル、タレント。滋賀県出身。

## 来歴
滋賀県出身。幼少期より子役として活動し、関西ローカルCMなどに出演。
活動拠点を東京に移し、2010年11月仮面ライダーシリーズ40周年を記念して結成された仮面ライダーGIRLSの初期メンバーとしてavexよりデビュー。
元仮面ライダー電王担当。
劇場版主題歌や劇中挿入歌の歌唱、作品やイベントへの出演、コラム連載などの活動を経て2016年1月グループを卒業後はタレント、声優などマルチに活動している。

## 人物
趣味は読書、海外映画観賞、芸術鑑賞、ファッション、マーベル・コミック、特撮、ゲームなど。特にヒーローには幼いころから憧れがあり、「いつか仮面ライダーシリーズに出演してみたい」という願いを持っていた所、18歳で公式アイドルとしてデビューすることになった。
4人姉弟の長女。2歳下の弟とは物心がつく前から子役としてレッスンを受け活動していた。6歳下の妹は小説家志望。
ズミという愛称は東映公認 鈴村健一・神谷浩史の仮面ラジレンジャー番組内にて神谷浩史が吉住の事を「ズミ」と呼び出した事から広まり、それまでは特に愛称がなく絵里加と呼ばれていたがファンにも共通の愛称となった。
右手親指の傷は多指症の手術痕。眺めるたびに個性や多様性を感じ、気に入っている。

## ディスコグラフィ

### 参加シングル
グループ時代の参加作品についての詳細は仮面ライダーGIRLSを参照。
- Let's Go RiderKick 2011（2011年4月20日）
- KAMEN RIDER V3（2011年8月3日）
- 咲いて（2012年3月14日）
- Last Engage（2012年11月21日）
- Just the Beginning（2013年2月27日）
- Go get‘em（2013年5月22日）[4]
- SSS〜Shock Shocker Shockest〜（2013年7月24日）[5]
- E-X-A (Exciting × Attitude)（2013年12月25日）[6]
- Break the Shell（2014年6月25日）[7]
- Next stage（2016年1月13日）

### 参加アルバム
- alteration（2013年3月20日）[8]
- exploded（2014年3月19日）[9]
- SUPER BEST（2015年4月1日）

### その他
- O.K Alright feat.KAMEN RIDER GIRLS　（2012年 everset『Shooting Star』収録）[10]
- Journey through the Decade KAMEN RIDER GIRLS ver.（2012年 DVD『レッツゴー！仮面ライダーGIRLS 総集編』初回生産限定封入特典CD収録）
- 情熱 〜We are Brothers〜（2012年 Hero Music All Starsの一員として）[11]
- 蒸着 〜We are Brothers〜（2013年 Hero Music All Stars Zの一員として）[12]
- 緊急発信!ラジレンジャー（2013年）[13]
- ドラゴン・ロード2014（2014年)[14]
- ELEMENTS radiranger Ver.（コーラス担当）
- Climax Jump Erica form

### キャラクターソング
- アイドルプロジェクトDreamingDays　「DreamingDays」ReRise Ver[15]

## 出演（音楽・タレント業）

### ライブイベント
- スーパーヒーローミュージックスタジオ
  - VOL.0（2010年11月29日）お披露目イベント[16]
  - VOL.1（2011年2月23日）[17]
  - VOL.2（2011年4月2日）[18]
  - VOL.3（2011年5月15日）[19]
  - VOL.4（2011年7月10日）[20]
  - VOL.5（2011年9月23日）[21]
- テレビキャラクター夢ドーム2011 名古屋ドーム（2011年1月9日）[22]
- MASSIVE ROCK FES 2011 "SUMMER SPECIAL"（2011年9月7 - 8日）[23]
- 仮面ライダーバトル ガンバライド&スーパー戦隊バトル ダイスオーDX仮面ライダー×スーパー戦隊クエスト 「爆笑!ヒーローステージ」（2012年1月１ - 2日）[24]
- 仮面ライダー生誕40周年×スーパー戦隊シリーズ35作品記念 40×35 感謝祭 Anniversary LIVE&SHOW（2012年1月10 - 11日）東京国際フォーラムホールA[25]
- everset VS 仮面ライダーGIRLS 向かい風一本勝負!!（2012年3月16日）[26]
  - everset vs 仮面ライダーGIRLS 向かい風一本勝負 東二局〜（2012年6月24日）[27]
- 超英雄祭 KAMENRIDER×SUPERSENTAI LIVE&SHOW
  - 2013（2013年1月11 - 12日）東京国際フォーラムホールA [28]
  - 2014 日本武道館（2014年1月15日） [29]
  - 2015 日本武道館（2015年1月17日 - 18日）[30]
  - 2016 日本武道館（2016年1月20日 - 21日）[31]
- K.R.G.S. 1st LIVE
  1. "ROCK and KICKS 1号"（2013年6月2日）[32]
  2. ROCK and KICKS 2号（2013年10月20日）[33]
  3. "ROCK and KICKS V3"（2014年7月19日[34]）
- 「Thailand Comic Con 2014」（2014年5月9日 - 11日[35]）
- 日本カルチャーフェスティバル「Anime Idol Asia 2014」（2014年10月25日[36]）
- ４thワンマンLIVE「超GIRLS祭！！ ～お待たせしました。私達、仮面ライダーGIRLSと申します。～in HARAJYUKU」（2016年1月24日[37]）

### その他イベント
- 仮面ライダーオーズ/OOO グリードナイト（2011年8月19日）[38]
- 仮面ライダーフォーゼスペシャルイベント 天ノ川学園高等学校 春の学園祭スペシャル（2012年5月3日）[39]
- ボカ☆フレ！−VOCALOID　FRESHMEN−発売記念イベント（2012年3月31日）[40]
- 仮面ライダーウィザード公開記者発表イベント〜仮面ライダーウィザード G＆Cミュージックマジック〜（2012年9月5日）[41]
- 仮面ライダー×スーパー戦隊×宇宙刑事 スーパーヒーロー大戦Z 公開記念 仮面ライダーウィザードスペシャルイベントZ（2012年9月5日)
- ショッカーナイト＠品川プリンスホテルクラブeX（2013年6月22日）[42]
- お台場合衆国2013（2013年7月28日）[43]
- MOTEGI 2&4 RACE前夜祭（2013年8月3日）[44]
- 神宮外苑花火大会（2013年8月17日）[45]

- 東映公認 鈴村健一・神谷浩史の仮面ラジレンジャー
  - 公開収録夏祭り2013（2013年8月20日）[46]
  - 　ラジレンまつり2014（2014年8月5日)
  - ラジレンまつり2015（2015年8月18日)
- ぱちんこ仮面ライダーV3新機種発表会（2013年9月12日)[47]
- SUNSHINE IDOLIZED FES’ 2013（2013年9月15日)
- 読売ジャイアンツ ×仮面ライダーシリーズヒーローズデー 東京ドーム（2013年9月29日)[48]
- Tokyo Idol Gate 2014 Vol.2（2014年4月5日)[49]
- ショッカープロジェクト第四弾 仮面ライダー 大人の為の謎解きヒーローショー『阻止せよ!!ショッカー秘密作戦』（2014年7月9日)[50]
- テレビ朝日・六本木ヒルズ夏祭り SUMMER STATION 『劇場版 仮面ライダー鎧武／ガイム』『烈車戦隊トッキュウジャー THE MOVIE』夏映画スペシャルイベント（2014年7月21日〜26日)[51]
- 夏休み子ども交通安全キャンペーン（2014年7月29日)[52]
- YAMADA電気 LABI1 TAKASAKI  LABI Idol Festival（2014年8月24日)[53]
- 放送直前! 仮面ライダードライブ最速体感イベント!（2014年10月3日)[54]
- バイクの日スマイル・オン2015（2015年8月19日)[55]
- 浜松町グリーンサウンドフェスタ　浜祭（2015年11月3日)[56]
- アイドル・メリクリ・ライブ～クリスマスSPディナーショー〜（2015年12月24日)[57]
- 吉住絵里加の特撮談議（2016年 - ）
- 松樹里彩と吉住絵里加のやすみじかん～私たちのスタートライン！～（2017年9月2日）
- ヴァリアントナイツ1周年記念イベント「バリナイフェス」（2016年11月16日[58]）
- オジンオズボーンの特撮トークライブ（2017年 - ）
- CAPCOM eSPORTS CLUB PRESENTS 『ストリートファイターV アーケードエディション Rookie’s Caravan 2019』（2019年 メインMC）
- TZ Game Labs(2022 - )[59]
- ロードモバイル女性声優対抗戦(2022年1月25日)

### ラジオ
- 「ストロボナイト」（2011年 NACK5）
- 仮面ライダーガールズWEB RADIO「タイトルは未定です!」（2011年11月 インターネットラジオ）[60]
- 東映公認 鈴村健一・神谷浩史の仮面ラジレンジャー（2012年10月 - 2016年1月 文化放送）アシスタント[61]
- 劇団サンバカーニバル（2011年8月6日)[62]
- 「A＆G超RADIO SHOW～アニスパ！～」（2012年11月10日 文化放送）
- TOKYO FMサンデースペシャル KAMEN RIDER GIRLSのMUSIC RIDE!!!!!! （2013年3月7日 TOKYO FM）
- YOYOGI PIRATES（2013年5月21日 FM FUJI）
- 大竹まこと ゴールデンラジオ!（2013年12月24日 文化放送)[63]
- グローアップレイディオ（2016年12月17日、FM76.7 クローバーメディア）ゲスト[64][65]

### 番組出演
- ピンスポ!（2011年2月[66] - 3月[67]、2012年3月、東映チャンネル）
- レッツゴー!仮面ライダーGIRLS（2011年4月 - 9月、東映チャンネル）[68]
- つながるセブン（2011年8月24日[69]、12月13日[70]、J:COM）
- レッツゴー!仮面ライダーGIRLS 年末スペシャル（2011年12月、東映チャンネル）[71]
- 日本テレビ　スッキリ!!番組内ゲスト歌唱（2013年8月1日）
- musicるTVさーずでぃ（2013年8月1日）
- Xperia™ presents 『吉田尚記XYZ 大忘年会スペシャル』 #39 (2013年12月27日)
- 3/10(月)アイドル番組やってみた！＠アメスタ（2014年3月10日)[72]
- 2nd AL exploded 発売記念特番 KAMEN RIDER GIRLS大戦 feat.オジンオズボーン（2014年3月22日)[73]
- バンダイナムコエンターテインメント 876TV PS3・Wii U「仮面ライダー バトライド・ウォーII」×「KAMEN　RIDER　GIRLS」（2014年3月22日)[74]
- 古坂大魔王のカツアゲ(2014年12月16日AbemaTV)
- 『手裏剣戦隊ニンニンジャー』東京ドームシティシアターGロッソ特別公演「激アツ！これぞラストニンジャの戦いだ！！」LINE LIVE 特番MC(2016年2月8日)
- 東京シティ競馬 ダイアモンドターン CM (2016年5月)
- ヴァリアントナイツ「クランバトル」生放送 バリクラ番外編・バリクラ祝勝会（2016年8月29日、ニコニコ生放送[75]）
- ゲーム女子の部屋（FRESH!2016年11月～2017年3月）
- セブンス・リバース　攻略動画（2016年11月15日～、ファミ通App動画）
- 戦乱のサムライキングダム　公式番組「サムキンチャンネル」（2017年7月～、ニコニコ生放送）※MC
- ガンホー・オンライン・エンターテイメント「セブンス・リバース」公式放送♫ダンス・ダンス・夏祭り♫新ジョブ『ダンサー』実装直前SP（2017年8月4日[76]）
- 二次元アイドルプロジェクト DreamingDays 公式生放送（2018年1月26日、ビリビリ動画[77]）
- SEGA クロノレガリア公式生放送（2019年〜 [78]）
- AESF e-Masters 成都 2020 日本代表選手選考大会(2019年12月21日[79])
- 木曜だからゲッチャ(2021年04月01日[80])
- 吉住絵里加のプラットフォーム(2021年05月17日[81])
- TOKYO MX遊戯配信e-Strangers(2022年02月12日)
- カラオケの鉄人 曲間CM「ビューティーチャンネル」ナビゲーター（2022年8月5日[82]）

### 特撮
- 仮面ライダーフォーゼ（2012年3月11日）第26話ゲスト出演 軽音楽部部員 役[83]
- 仮面ライダー鎧武/ガイム（2014年2月16日）第18話ゲスト出演　ダンスチームPOP UP 役[84]

### 邦画
- 劇場版 仮面ライダーオーズ WONDERFUL 将軍と21のコアメダル（2011年）
- 劇場版 仮面ライダーウィザード in Magic Land（2013年）
- 仮面ライダー×仮面ライダー 鎧武&ウィザード 天下分け目の戦国MOVIE大合戦（2013年）ダンスチームPOP UP 役[84]

### 舞台
- 「飯田家の最期」（2011年6月）
- アリスインプロジェクト「パラダイスロスト」（2012年2月）

### 雑誌・連載
- 週刊ヤングジャンプ　巻末グラビア（2011年12月22日発売号）
- 週刊プレイボーイ　グラビア（4/9号　2012年3月26日発売号）
- 宇宙船 vol.139 特写写真集 DETAIL OF KAMEN RIDER GIRLS（2012年12月29日発売)[85]
- 滋賀口コミ情報誌 「パリッシュ＋」(2013年4月号) [86]
- 東映ヒーローネット連載「吉住絵里加の特撮談議」（2013年12月[87] - 2014年3月[88]）
- バンダイファッションネット 仮面ライダーグッズゲストモデル[89]

## 出演（声優）

### ゲーム
2017年
- ヴァリアントナイツ（ニナ＝アンジェロ[90][91]）
- 黒の騎士団～ナイツクロニクル～（ソフィア[92]）

2018年
- テリア・サーガ（レイナ[93]）
- ラストエピック（アテナ[94]）

2019年
- クロノレガリア（アストレア[95])
- TERA ORIGIN（キアラ[96]）

2020年
- セブンナイツ（ファイ[97]）
- 原神（ユーリ、エルフィ）
- セブンナイツ ～時空の旅人～（アルヤンロード）
- ビッグバッドモンスターズ（イオリ[98]）

2021年
- 獅子の如く（千姫[99]）
- 三国ブレード（夏侯徽[100]）
- セブンナイツ（アルヤンロード[101]）

2022年
- Relayer（ベネラ[102]）
- 超次元ゲイム ネプテューヌ Sisters vs Sisters（家守こもり）
- アリスフィクション（ジャンヌ[103]）
- 黒い砂漠（メグ）

2023年
- 東方LostWord (ルナサ・プリズムリバー、射命丸文)

2024年
- 岩倉アリア(吉野明里)
- 東方LostWord (八坂神奈子)

### テレビアニメ
- Comic Festa 25歳の女子高生 (2018年、布施[104]）
- ただいま、おかえり（2024年、女性）
- 月が導く異世界道中 第二幕（2024年、ボウル[105]）
- FARMAGIA（2025年、子供B[106]、子供C[107]）

### 吹き替え
2019年
- THE FLASH/フラッシュ シーズン5
- レジェンド・オブ・トゥモロー シーズン4
- トールキン 旅のはじまり

2023年
- LAW&ORDER(ローズ・サマーズ)

2024年
- 涙の女王(イェナ)

### モーションコミック
2017年
- Comic Festa　キスまで、あと1秒。（仁木深月[108]）

### その他
2018年
- 二次元アイドルプロジェクトDreamingDays（菱川千恵[109]）

2020年
- STEINS;GATE 10th Anniversary 告知ナレーション[110]

- ファイティン♡ガール！〜Miss Lee〜 告知ナレーション[111]

2021年
- 夜食男女 告知ナレーション[112]
- 御室ムスメ (大寶大華[113])
- TBSラジオ TALK ABOUT しんくみバンクpresents ハートウォーミングストーリー[114]

2022年
- CHAOS;HEAD NOAH/CHAOS;CHILDダブルパック告知ナレーション[115]
- ラブシーン・ナンバー＃ 予告編ナレーション[116]
- メランコリア 僕らの幸せの方程式 告知ナレーション

2023年
- 夫婦の世界 告知ナレーション
- 恋愛できない私たち 告知ナレーション
- 愛のかたち〜Love is true〜 告知ナレーション

2024年
- ぼっち・ざ・ろっく！アニプレックスオンライン　モデル